# Exhall (Nuneaton and Bedworth)
Exhall är en ort i Bedworth, Nuneaton and Bedworth, Storbritannien. Den ligger i grevskapet Warwickshire och riksdelen England, i den södra delen av landet, 140 km nordväst om huvudstaden London. Exhall ligger 104 meter över havet och antalet invånare är 2 317. Exhall var en civil parish fram till 1932 när blev den en del av Bedworth and Coventry. Civil parish hade 4 426 invånare år 1931.
Terrängen runt Exhall är platt. Runt Exhall är det mycket tätbefolkat, med 1 573 invånare per kvadratkilometer. Närmaste större samhälle är Coventry, 6,8 km söder om Exhall. Trakten runt Exhall består till största delen av jordbruksmark.